# 能勢電鉄妙見の森ケーブル
妙見の森ケーブル（みょうけんのもりケーブル）は、かつて能勢電鉄が兵庫県川西市で運営していた黒川駅からケーブル山上駅に至るケーブルカー路線である。国土交通省監修の『鉄道要覧』には路線名称は記載されていなかったが、能勢電鉄では鋼索線の呼称も用いられていた。なお、2013年（平成25年）3月16日に妙見の森ケーブルと改称するまでは妙見ケーブルの通称を使用していた。
妙見の森リフト（索道線）とともに能勢妙見堂のある妙見山へのアクセスルートとして運行されていたが、2023年（令和5年）12月3日限りで営業を終了し、翌12月4日に妙見の森リフトとともに廃止された。
1067mm軌間の多い日本のケーブルカーとしては珍しく標準軌を採用していた。廃止時に運行されていた車両はナニワ工機製（アルナ工機を経て現在はアルナ車両）で、1960年（昭和35年）の再開業時のもので、1号車に「ほほえみ」、2号車に「ときめき」という愛称が付いていた。

## 路線データ
- 路線距離（営業キロ）：0.6km[2][1]
- 軌間：1435mm[1]
- 駅数：2駅（起終点駅含む）
- 高低差：223m[2]
- 最急勾配：424‰（約22°58′）[1]
- 最緩勾配：151‰

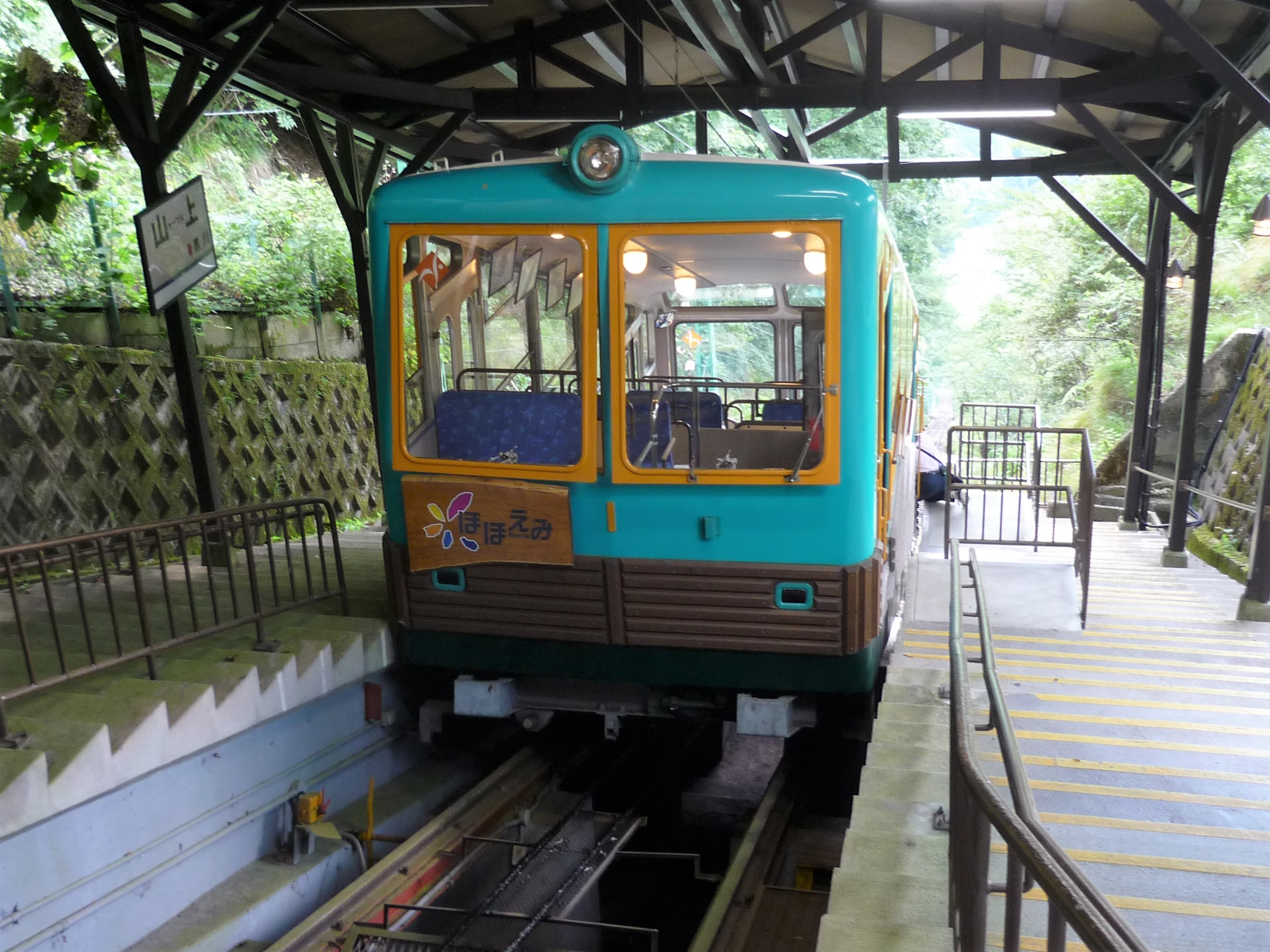
1号車「ほほえみ」（2017年8月）
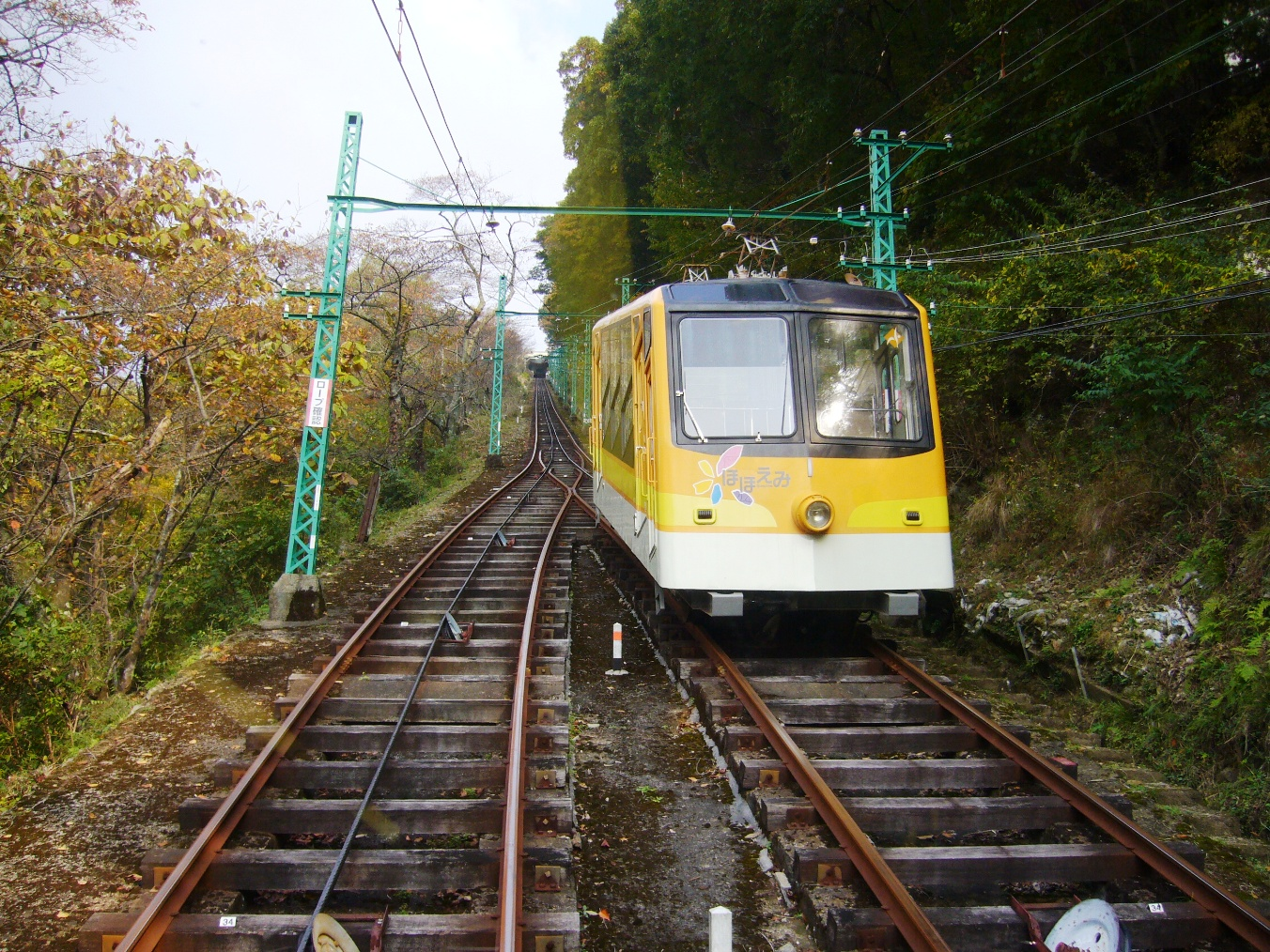
1号車「ほほえみ」（2007年11月）
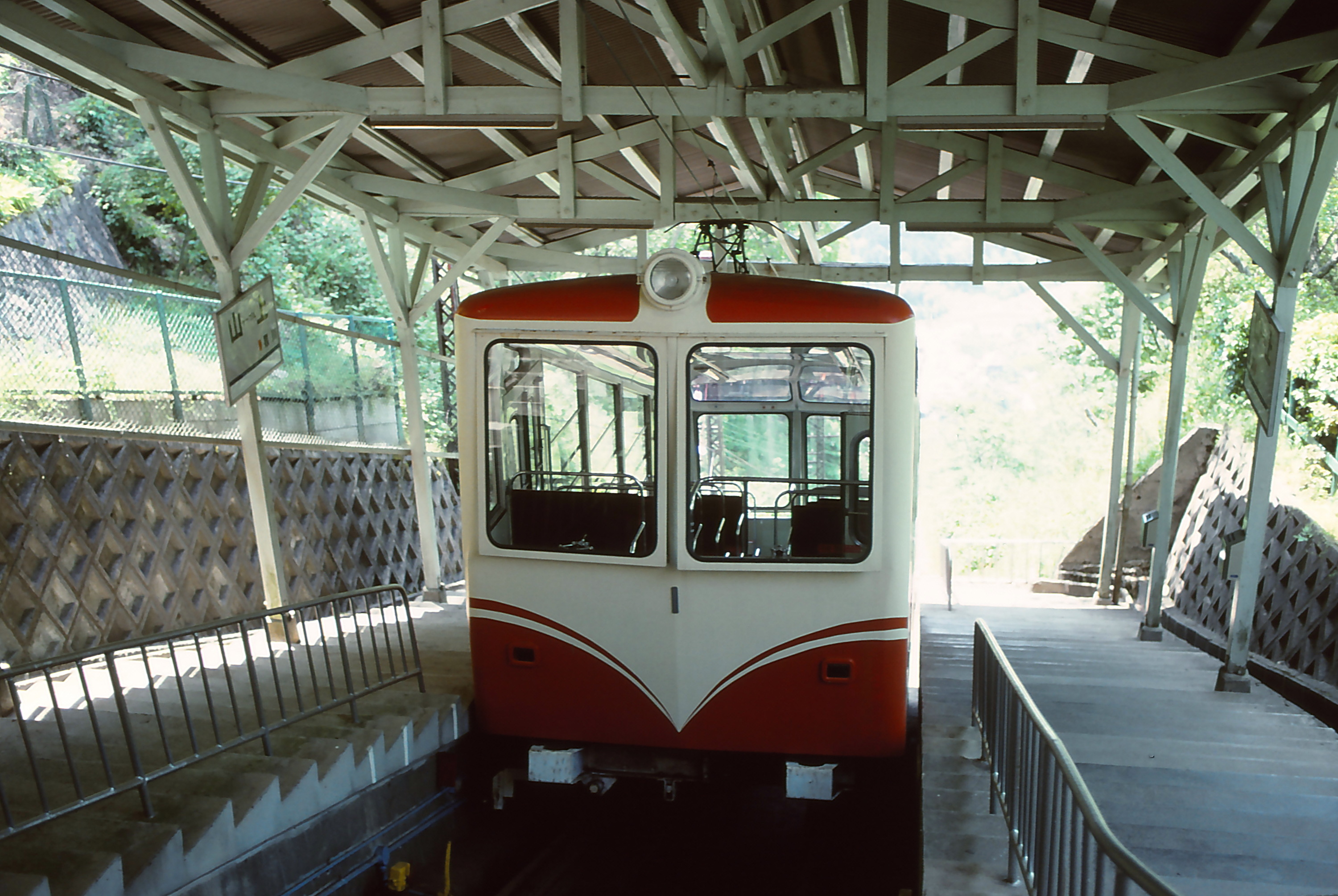
1号車（1991年5月）
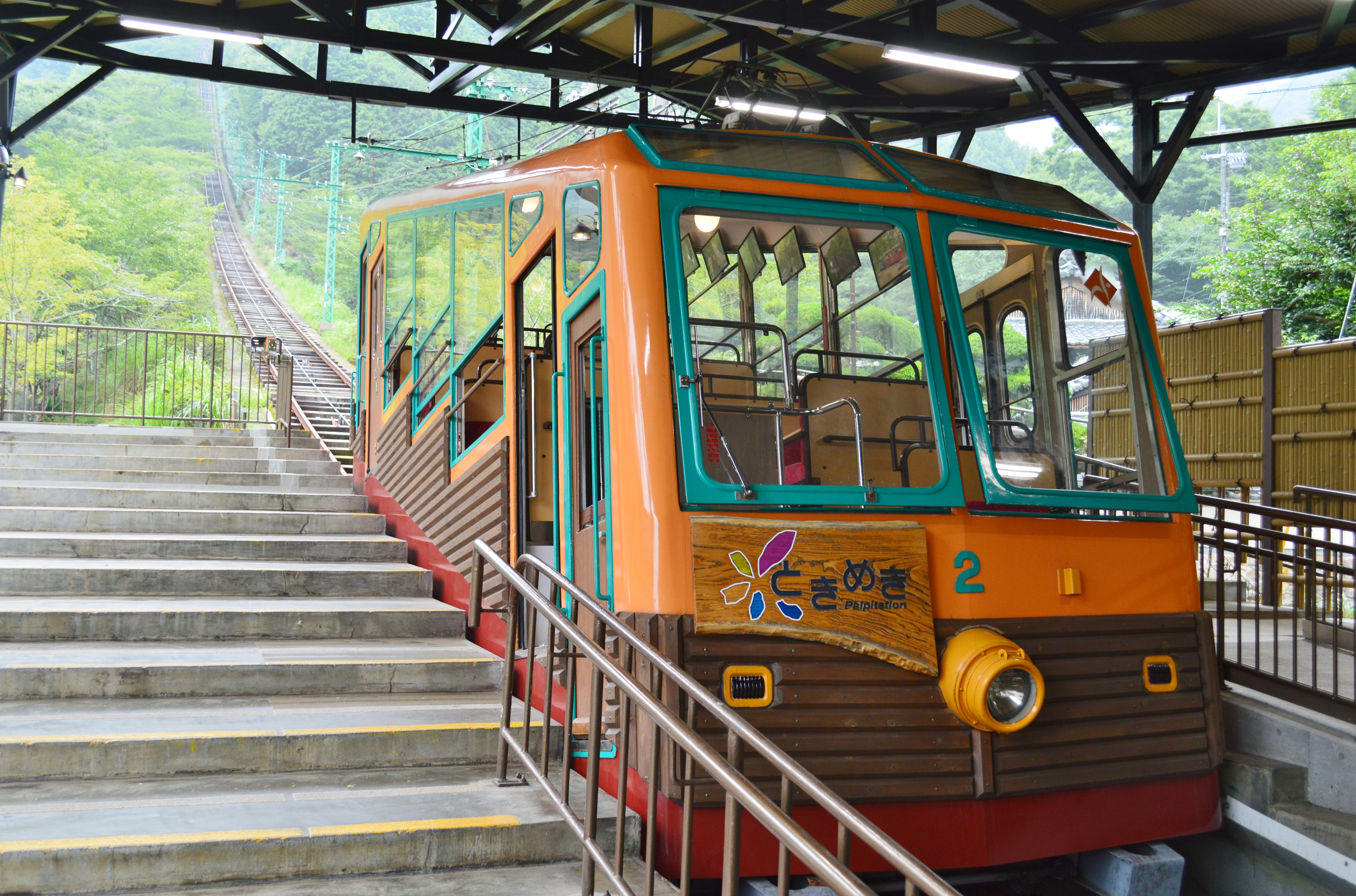
2号車「ときめき」（2017年8月）
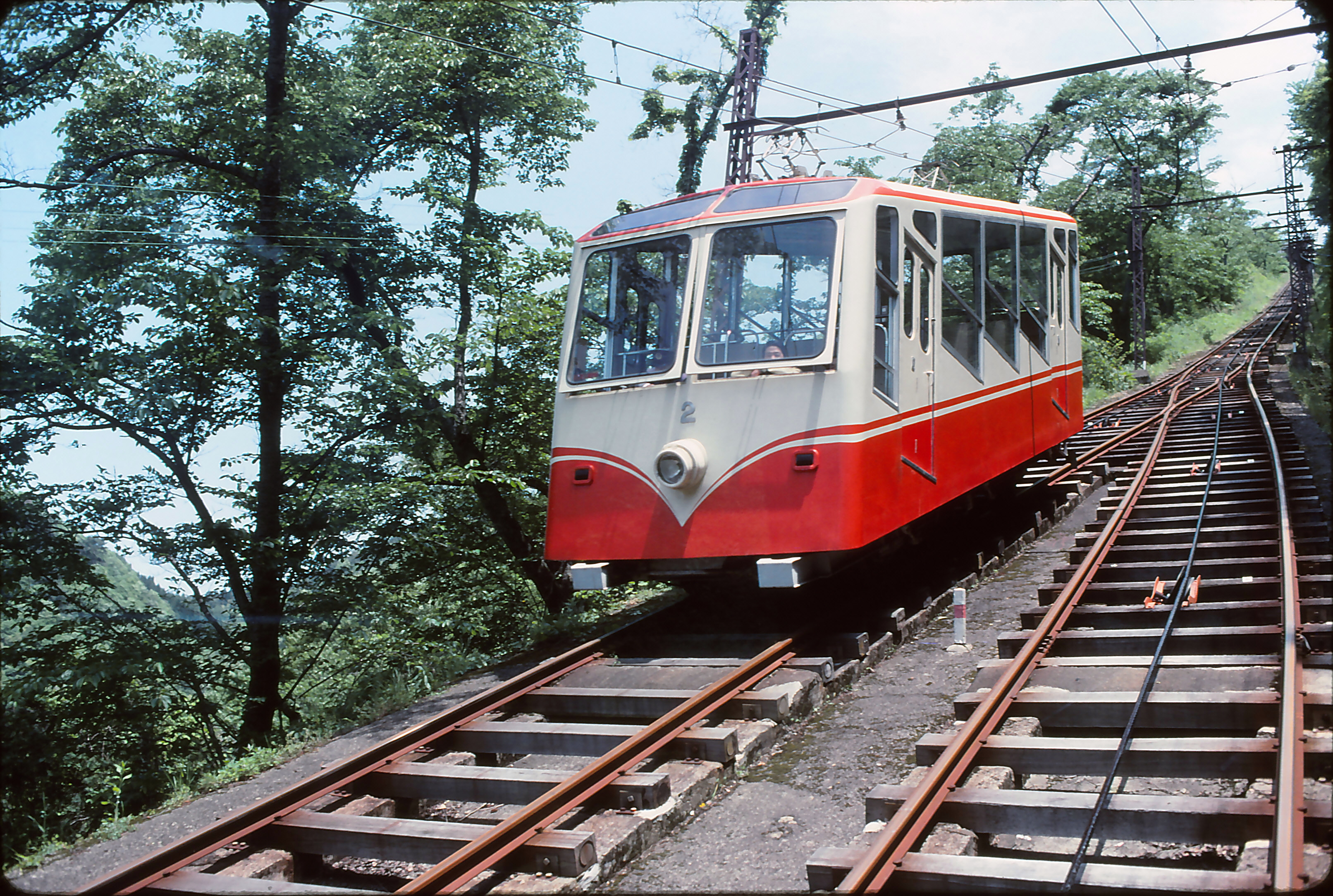
2号車（1991年5月）

## 運行形態
通常は20分間隔の運行で、多客期は10分間隔の運行で対応することもあった。所要時間は5分。
12月初旬から3月中旬にかけての冬期の運行については、行楽オフシーズンとなる閑散期にあたり、1999年12月から平日のみ運転を休止していたが、2006年12月からは、土曜・日曜・祝日も含めて全面的に冬期の運転を休止した。ただし、年始（正月三が日。2006年当時は大晦日深夜から9日間）と能勢妙見堂の行事がある2月11日の祝日および「のせでんハイキング」の日は臨時運行した。直近の冬期運休期間は、2022年度の実績で12月5日 - 3月17日の間であった。
2022年3月から、祝日と行楽期を除く水曜・木曜が定休日となった。

## 歴史
1919年、東谷村・多田村・川西村（いずれも現在の川西市）の有志8名が妙見山の麓から山上までを結ぶ妙見鋼索鉄道を申請したが、能勢電気軌道（現在の能勢電鉄）も同様の計画を持っていたので、交渉の結果、能勢電気軌道が妙見鋼索鉄道の資本金の半分を出資することになった。1922年に鋼索線の免許状が下付され、1924年に鋼索線と能勢電気軌道妙見駅（妙見口駅）を連絡すべく電気鉄道線（軌間1435mm、距離1哩24鎖、建設費15万円）の免許を得た（1937年免許失効）。1925年になり完成した鋼索線（ケーブルカー）は滝谷 - 中間間の下部線と中間 - 妙見山間の上部線からなり、年間約37万人の乗客を運んだが、戦時中に不要不急線として全線の撤去という憂き目に遭うことになる。なお、このとき撤去された上部線の機材は、戦後1956年に開通した十国峠ケーブルカー（静岡県函南町）に転用され、現在も1925年の製造当時のまま使用されている。
戦後、妙見線の乗客誘致策の一環として能勢電気軌道により下部線が復活され、現在の妙見の森ケーブルとなる（上部線は妙見の森リフトに代替）。妙見の森ケーブル・リフトの乗客は1974年度には20万人近くに達したものの、阪急池田駅から山頂に直通する路線バス（阪急バス東能勢線）の存在や、能勢妙見堂への参拝客自体の減少により、戦前の1/2 - 1/3程度に留まり、以後は減少傾向が続いた。一方で、妙見の森ケーブル・リフトの存在は阪急池田駅から山頂に直通する阪急バス東能勢線を減便や廃止に追い込んだ。
2023年6月23日、施設自体の老朽化が進み、大規模な更新投資が必要となる見込みであり、厳しい経営環境が続く状況で今後の営業継続が困難であるとして、妙見の森リフトやバーベキュー施設などを含めた妙見の森関連事業の営業終了を発表し、あわせて国土交通省近畿運輸局に2024年6月24日を廃止予定日とする鋼索鉄道事業の廃止届を提出した。能勢電鉄は当初から、意見聴取の結果公衆の利便を阻害するおそれがないと認められた場合には廃止日を繰り上げることを示唆しており、2023年12月の冬期休業期間前後にあわせて廃止したい意向を示していた。その後2023年9月12日に近畿運輸局から廃止日を繰り上げても公衆の利便を阻害するおそれがないと認められ、能勢電鉄は9月22日に廃止日を同年12月4日（最終営業日：同年12月3日）に繰り上げる届け出を行った。
- 1922年（大正11年）
  - 2月18日 - 妙見鋼索鉄道発起人に対し鉄道免許状下付[19]。
  - 5月29日 - 妙見鋼索鉄道株式会社設立[20][21]。能勢電気軌道も出資[22]。
- 1924年（大正13年）
  - 7月18日 - 鉄道延長敷設免許状下付（大阪府豊能郡吉川村-兵庫県川辺郡東谷村間）[23]。自社鋼索線と能勢電気軌道妙見線との連絡。
  - 11月30日 - 工事竣工期限延期許可（1回目）（理由 工事困難ノ為 期限1925年5月31日迄）[24]
- 1925年（大正14年）
  - 6月16日 - 工事竣工期限延期許可（2回目）（理由 土木工事方法変更申請中ノ為 期限1925年8月31日迄）[25]
  - 8月1日 - 妙見鋼索鉄道 下部線滝谷 - 中間間、上部線中間 - 妙見山間開業[26]。
- 1937年（昭和12年）2月5日 - 鉄道免許失効（大阪府豊能郡吉川村-兵庫県川辺郡東谷村間、指定の期限まで工事施工の認可申請を為さざるため）[27]。
- 1944年（昭和19年）2月11日 - 妙見鋼索鉄道 下部線・上部線を不要不急線として廃止。資材は供出[28]。
- 1945年（昭和20年）4月1日 - 妙見鋼索鉄道株式会社が解散[28]。
- 1949年（昭和24年）[注釈 5] - ケーブルカー再建のため能勢妙見鋼索鉄道株式会社設立[29][注釈 6]。
- 1950年（昭和25年）5月18日 - 能勢妙見鋼索鉄道が下部線・上部線の敷設免許取得[32][33][29][30]。
- 1952年（昭和27年）4月4日 - 能勢妙見鋼索鉄道が下部線・上部線の敷設免許を能勢電気軌道に譲渡[33][29][31][34]。
- 1959年（昭和34年）6月16日 - 上部線の敷設免許失効[33]。リフトに変更するため。
- 1960年（昭和35年）4月22日 - 能勢電気軌道が黒川 - 山上間を再開業[32][29]。
- 1965年（昭和40年）4月1日 - 山上駅をケーブル山上駅に改称[35]。
- 1999年（平成11年）12月 - 冬期の平日[注釈 2]のみの運転休止を開始[4]。
- 2006年（平成18年）12月 - 土日・祝日を含めて冬期運休を全面化[4]。
- 2013年（平成25年）3月16日 - 「妙見ケーブル」から「妙見の森ケーブル」に改称[5]。
- 2019年（令和元年） - ケーブルカー運行制御器を新型に更新。
- 2023年（令和5年）
  - 6月23日 - 能勢電鉄が国土交通大臣宛てに全線の鉄道事業廃止届を提出[15][16]。
  - 12月4日 - 全線 (0.6 km) の運輸営業を廃止[6]。
- 2024年（令和6年）3月19日 - 制御器、巻上機、ケーブルなどを他社譲渡のため、山上駅に留置されていた2号車（ときめき）を黒川駅に下ろす作業を実施。以降黒川駅に1号車と2号車が留置される。

## 駅一覧
黒川駅が麓側、ケーブル山上駅が名前の通り山上側に位置した。戦前の下部線の撤去前には、黒川駅を滝谷駅、ケーブル山上駅を中間駅と称し、中間駅が下部線と上部線との乗り換え駅となっていた。かつての妙見山駅の位置には、同じ名前で妙見の森リフトの乗り場が設置されていた。
鋼索線（旧下部線）
黒川駅 (北緯34度55分18.3秒 東経135度27分3.3秒) - ケーブル山上駅（北緯34度55分25.8秒 東経135度27分25.6秒 / 北緯34.923833度 東経135.457111度）
上部線（廃止）
中間駅 - 妙見山駅

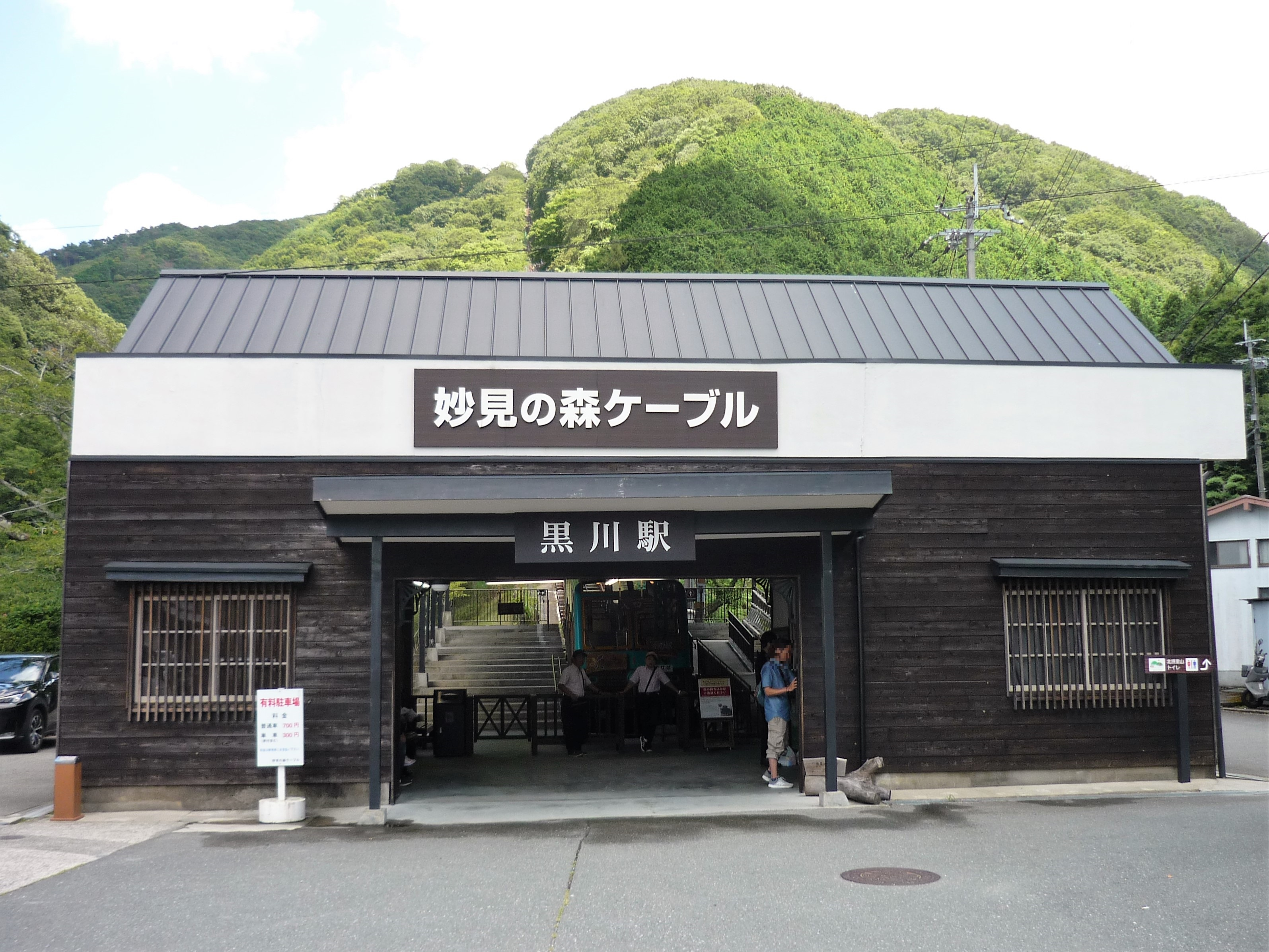
黒川駅
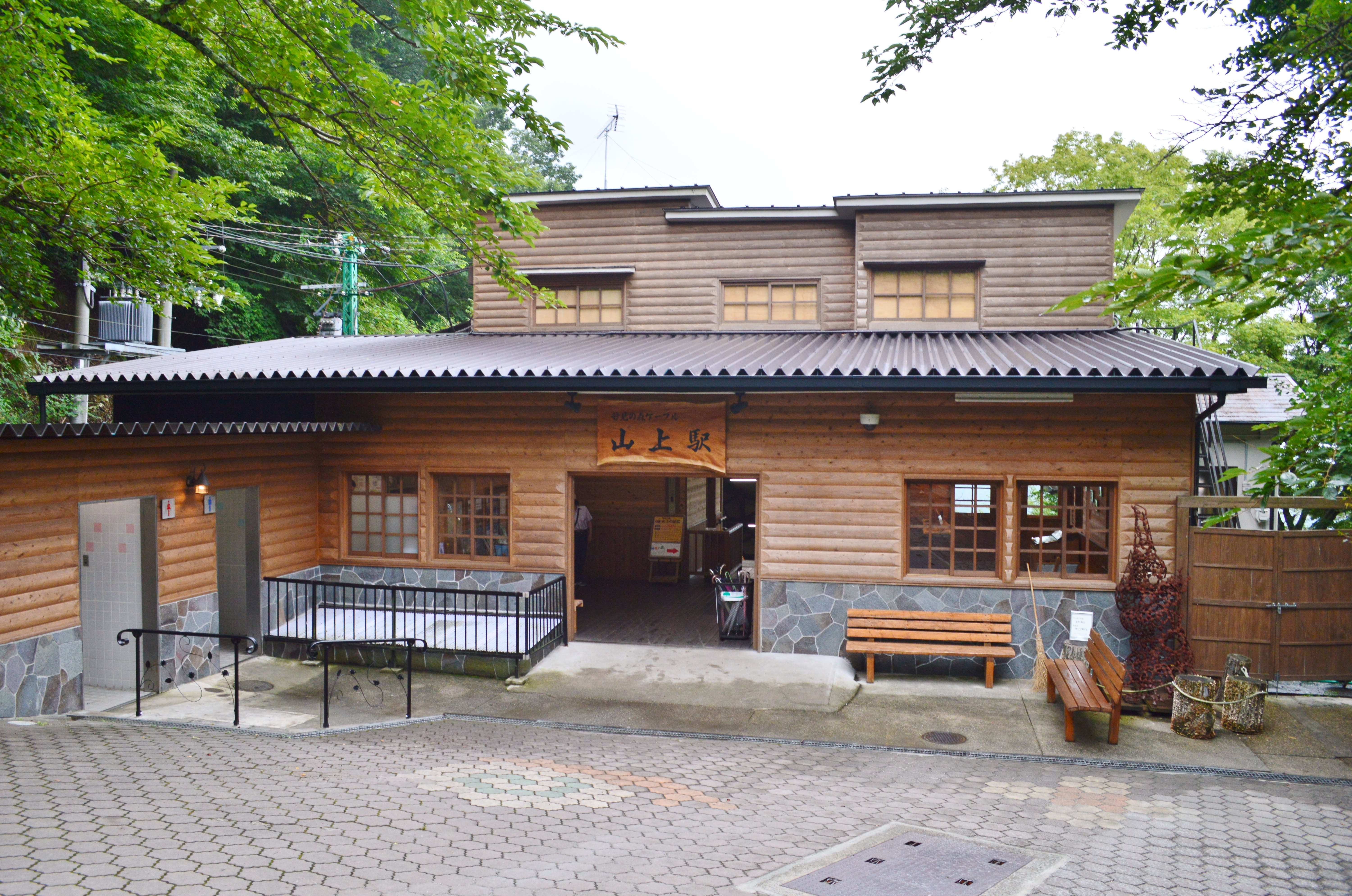
ケーブル山上駅

## 接続路線
- 黒川駅：能勢電鉄妙見線 妙見口駅まで徒歩1.4km（20分）、または阪急バス5分「ケーブル黒川駅」停留所下車、または豊能町AIオンデマンド交通（HANI+）で「Y-010」ミーティンポイント下車後、徒歩450m。
  - 平日に限り、千里中央駅から阪急バス箕面森町線「箕面森町地区センター」利用、阪急バス妙見口能勢線に乗り換えて「ケーブル黒川駅」下車（千里中央駅から約55分）が利用できる。
  - 妙見口駅（吉川）- ケーブル黒川駅間のバスは、日曜祝日に区間便が増発される。ただし、正月三が日を除く冬期期間（12月1日 - 3月14日）は運休する。
    - 吉川（能勢電妙見口駅）- ケーブル前間のバスはかつて京都交通（吉川線・森上線・野間線）によって運行されており、吉川 - ケーブル前間の増発バスは日曜祝日のみ運行されていた。 この京都交通の路線は2003年7月1日に廃止され、能勢町の運行補助による廃止代替路線として、同日から阪急バス（妙見口能勢線）による運行に変わった。
    - 能勢町による運行補助金の減額によって、2021年4月1日から 箕面森町地区センター - 妙見口駅（吉川）- ケーブル前 - 倉垣方面の路線は運行本数の削減され、平日のみの運行となったことで、土曜日のバス運行は無くなった。
    - 阪急バス妙見口能勢線は、能勢町地域公共交通会議によって今後の運行について議論されていたが、2024年春に路線廃止となり町民向けの定時定路線型乗合タクシーへ移行することが決まった。当初の妙見ケーブルの廃止時期よりも早くにバス路線が廃止される計画であったことから、妙見ケーブルの廃止時期の繰り上げにもつながった。
- ケーブル山上：妙見の森リフト（ふれあい広場のりば）

## 輸送・収支実績
| 年度 | 旅客輸送人員（千人） | 一日1km平均通過人員（人） | 鉄道業営業収入（千円） | 鉄道業営業費（千円） |
| ---- | -------------------- | ------------------------- | ---------------------- | -------------------- |
| 1979 | 148                  |                           |                        |                      |
| 1982 | 145                  | 417                       |                        |                      |
| 1983 |                      |                           |                        |                      |
| 1984 | 131                  | 381                       |                        |                      |
| 1985 |                      |                           |                        |                      |
| 1986 | 120                  | 347                       |                        |                      |
| 1987 | 110                  | 318                       |                        |                      |
| 1988 | 105                  | 306                       |                        |                      |
| 1989 | 115                  | 333                       | 22,432                 | 95,196               |
| 1990 | 108                  | 312                       | 20,962                 | 105,811              |
| 1991 | 117                  | 343                       | 22,956                 | 118,801              |
| 1992 | 120                  | 354                       | 24,682                 | 98,753               |
| 1993 | 136                  | 393                       | 28,318                 | 109,800              |
| 1994 | 147                  | 440                       | 30,939                 | 134,099              |
| 1995 | 131                  | 373                       | 33,524                 | 97,494               |
| 1996 | 134                  | 389                       | 34,193                 | 124,696              |
| 1997 | 129                  | 374                       | 32,698                 | 111,811              |
| 1998 | 131                  | 383                       | 33,133                 | 108,586              |
| 1999 | 129                  | 449                       | 32,735                 | 68,332               |
| 2000 | 108                  | 376                       | 27,946                 | 60,560               |
| 2001 | 131                  | 458                       | 34,445                 | 63,814               |
| 2002 | 120                  | 451                       | 31,617                 | 68,786               |
| 2003 | 102                  | 364                       | 26,970                 | 55,352               |
| 2004 | 98                   | 345                       |                        |                      |

- 民鉄主要統計『年鑑世界の鉄道』1983年、朝日新聞社、『年鑑日本の鉄道』1985、1987、1989-2007年、鉄道ジャーナル社

| 年度 | 輸送人員（人） | 営業収入（円） | 営業費（円） | 営業益金（円） | その他益金（円）    | その他損金（円）            | 支払利子（円） |
| ---- | -------------- | -------------- | ------------ | -------------- | ------------------- | --------------------------- | -------------- |
| 1925 | 273,375        | 60,976         | 40,066       | 20,910         | 他事業649           | 償却金2,226                 | 12,620         |
| 1926 | 391,803        | 88,015         | 49,810       | 38,205         | 土地建物賃貸業1,033 |                             | 15,826         |
| 1927 | 355,030        | 80,776         | 44,746       | 36,030         |                     |                             | 15,249         |
| 1928 | 318,501        | 89,956         | 49,863       | 40,093         |                     | 土地業46償却金1,000         | 14,796         |
| 1929 | 280,116        | 79,772         | 44,272       | 35,500         |                     | 土地建物2,625 償却金500     | 9,950          |
| 1930 | 251,728        | 70,113         | 42,329       | 27,784         |                     | 土地建物業其他3,757         | 9,084          |
| 1931 | 215,344        | 61,941         | 35,769       | 26,172         |                     | 土地建物業2,137 雑損1,907   | 8,804          |
| 1932 | 198,515        | 56,993         | 34,494       | 22,499         |                     | 土地業6,084 償却金6,800     | 5,857          |
| 1933 | 204,911        | 56,377         | 34,239       | 22,138         |                     | 土地建物12,047              | 5,024          |
| 1934 | 223,098        | 60,347         | 33,467       | 26,880         |                     | 土地建物業4,746 償却金8,000 | 2,660          |
| 1935 | 220,828        | 61,962         | 34,470       | 27,492         | 土地建物業112       | 償却金4,000                 | 6,250          |
| 1936 | 236,450        | 66,817         | 38,639       | 28,178         | 土地建物業720       | 償却金2,000                 | 5,358          |
| 1937 | 217,307        | 61,278         | 37,389       | 23,889         | 土地建物業其の他888 | 雑損4,150                   | 5,378          |
| 1939 | 305,703        |                |              |                |                     |                             |                |
| 1941 | 377,335        |                |              |                |                     |                             |                |
| 1943 | 351,256        |                |              |                |                     |                             |                |

- 鉄道省鉄道統計資料、鉄道統計資料、鉄道統計、国有鉄道陸運統計各年度版より

## その他
- ケーブル山上駅は鉄道事業法および軌道法に基づく路線の駅において、兵庫県内では最東端の駅であった。当ケーブルは冬期運休であったため通年営業している駅に限れば、当ケーブル廃止後は営業期間の条件なく阪急神戸本線園田駅（尼崎市）が兵庫県内で最東端の駅となる。